# Ovotide
L’ovotide est le gamète femelle haploïde[Pas dans la source]. Il constitue la dernière étape de l’ovogénèse. Chez les mammifères, il est synonyme de l’ovule[source insuffisante]. Son homologue mâle est le spermatide.